# Yannick Put
Yannick Put (Wilrijk, 7 mei 1991) is een Belgisch voetballer die onder contract staat bij KSK Beveren.
Put genoot zijn jeugdopleiding bij onder meer Lierse SK, KV Mechelen, KVC Willebroek-Meerhof en Antwerp FC en kreeg in 2009 een contract als profvoetballer bij deze laatste club.
Op 28 november 2009 maakte hij zijn competitiedebuut tegen KAS Eupen en werd hij na 53 minuten vervangen door Kevin Baert. De week erna genoot Put weer het vertrouwen van trainer Colin Andrews en mocht hij 57 minuten spelen tegen Red Star Waasland.
Zijn eerste competitiedoelpunt scoorde hij op 30 januari 2010 tegen RFC Tournai, hij scoorde in de 22e minuut en de wedstrijd eindigde op 1-1.
In 2014 verhuisde hij na een tussenstop bij KSV Bornem naar reeksgenoot Rupel Boom.
In 2020 verhuisde Put naar promovendus Racing Mechelen dat in 2020/21 in Derde klasse amateurs zou uitkomen.
In 2022 tekende hij een contract bij KSK Beveren dat in 1ste Provinciale Oost-Vlaanderen C uitkomt.

## Statistieken
| seizoen | club            | land   | competitie             | wed | goals |
| ------- | --------------- | ------ | ---------------------- | --- | ----- |
| 2009/10 | Antwerp FC      | België | Tweede Klasse          | 16  | 5     |
| 2010/11 | Antwerp FC      | België | Tweede Klasse          | 24  | 0     |
| 2011/12 | Antwerp FC      | België | Tweede Klasse          | 2   | 0     |
| 2011/12 | SK Sint-Niklaas | België | Tweede Klasse          | 12  | 1     |
| 2012/13 | KSV Bornem      | België | Derde Klasse           | 29  | 6     |
| 2013/14 | KSV Bornem      | België | Derde Klasse           | 32  | 7     |
| 2014/15 | Rupel Boom      | België | Derde Klasse           | 30  | 11    |
| 2015/16 | Rupel Boom      | België | Derde Klasse           | 29  | 10    |
| 2016/17 | Rupel Boom      | België | Tweede Klasse amateurs | 29  | 7     |
| 2017/18 | Rupel Boom      | België | Tweede Klasse amateurs | 35  | 7     |
| 2018/19 | Rupel Boom      | België | Eerste Klasse amateurs | 28  | 2     |
| 2019/20 | Rupel Boom      | België | Eerste Klasse amateurs | 25  | 6     |
| 2020/21 | Racing Mechelen | België | Derde Klasse amateurs  | 0   | 0     |
| 2021/22 | Racing Mechelen | België | Derde Klasse amateurs  | 0   | 0     |
| 2022/23 | KSK Beveren     | België | 1ste Prov. O-Vl. C     | 0   | 0     |
|         |                 |        | Totaal                 | 291 | 62    |

Laatst bijgewerkt op 30-01-2023